# Entelecara strandi
Entelecara strandi är en spindelart som beskrevs av Gábor von Kolosváry 1934. Entelecara strandi ingår i släktet Entelecara och familjen täckvävarspindlar.
Artens utbredningsområde är Ungern. Inga underarter finns listade i Catalogue of Life.